# Miguel Ángel Estrella
Miguel Ángel Estrella (San Miguel de Tucumán, 4 de julio de 1940-París, 7 de abril de 2022) fue un pianista argentino clásico de renombre internacional. Entre 2003 y 2015 ejerció como embajador argentino ante la UNESCO.

## Biografía
El apellido de su abuelo paterno era Nashem (que significa ‘estrella’ en árabe). Cuando sus abuelos inmigrantes llegaron a Argentina, el funcionario de Migraciones les preguntó su nombre y el abuelo se limitó a señalar el cielo varias veces, sin decir una palabra. El funcionario vaciló unos segundos y luego ordenó: «Pónganle “Estrella” a estos turcos de mierda».
Nació en San Miguel de Tucumán pero se crio en Vinará, provincia de Santiago del Estero.
Comenzó a tocar el piano a la edad de doce años en su ciudad natal, San Miguel de Tucumán. Cursó sus estudios secundarios en el Gymnasium de la UNT. A partir de los 18 años estudió en el Conservatorio Nacional de la ciudad de Buenos Aires. Posteriormente estudió en París, Francia, donde fue discípulo de Marguerite Long y de Nadia Boulanger, entre otros.
Nuevamente en Argentina, debió exiliarse en 1976 a raíz de las persecuciones de las que fue objeto por parte de la última dictadura cívico-militar (1976-1983).
Poco después de salir del país fue secuestrado y torturado por miembros de la dictadura cívico-militar en Uruguay (1973-1985). Lo llevaron de los pelos a una casa clandestina cercana al Aeropuerto de Carrasco, donde lo colgaron de una roldana y lo torturaron con picana eléctrica. Luego fue llevado a un penal donde estuvo más de dos años encerrado, y que por una siniestra ironía los militares orientales se empeñaban en llamar Libertad. Allí le quebraron las manos como forma de castigo, y lo amenazaron con cortárselas: «Durante seis días me ataban las manos a la espalda y me hacían el simulacro de cortármelas con una sierra eléctrica», contó Estrella. Fue liberado gracias a la presión de una gigantesca campaña internacional, conducida, entre otros, por los grandes músicos Nadia Boulanger y Yehudi Menuhin y otros intelectuales y personalidades de renombre mundial. La Unesco, curiosamente, jugó un papel decisivo para salvarle la vida.
Militó además activamente por los derechos humanos y por la difusión de la música como un instrumento de defensa de la dignidad humana y de elevación de la condición humana. Con esta finalidad, fundó en el 10 de diciembre de 1982 el movimiento internacional Música Esperanza.
El gobierno de Francia lo distinguió con el nombramiento de Caballero de la Legión de Honor.
La Universidad Nacional de Tucumán lo distinguió con el doctorado Honoris Causa a instancia de un proyecto presentado en 1988 por el consejero estudiantil Fernando Korstanje.
Fue nombrado comandante de la Orden de las Artes y las Letras por el Gobierno de Francia y doctor honoris causa de varias universidades europeas y estadounidenses.
En 2012, 2013 y 2014 fue miembro del jurado del Tribunal Russell sobre Palestina.
En 2003 fue nombrado embajador argentino ante la UNESCO. Permaneció en el cargo hasta febrero de 2016, en que fue remplazado por Rodolfo Terragno.
A partir de 2010 abordó columnas de actualidad cultural en el programa Estudio País Bicentenario, transmitido por la TV Pública. También en 2010 se estrenó el film El piano mudo, dirigido por Jorge Zuhair Jury (hermano de Leonardo Favio) y basado en la vida de Miguel Ángel Estrella.

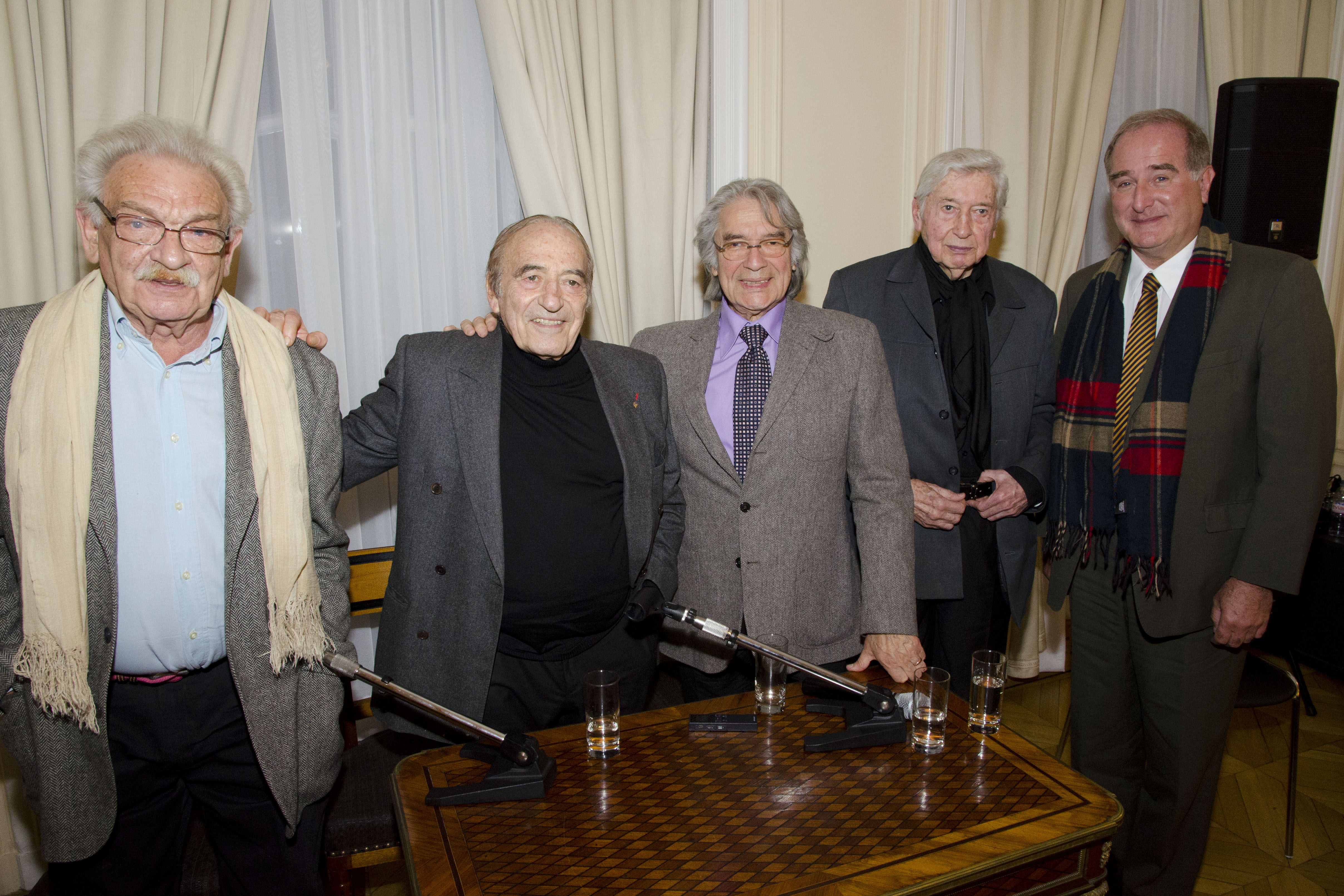
Antonio Seguí (1934-2022),
Miguel Ángel Estrella (1940-2022),
Raúl Barboza (1938-),
Julio Le Parc (1928-) y
José Luis Castiñeira de Dios (1947-)
en la Feria del Libro de París (2014).

En 2013 recibió una distinción del Senado de la Nación Argentina por su carrera artística y su defensa de los Derechos Humanos.